# Grand Prix de Tennis de Lyon 2008
Grand Prix de Tennis de Lyon 2008 — тенісний турнір, що проходив на кортах з твердим покриттям у місті Ліон, Франція з 20 жовтня . Належав до категорії International Series, був турніром серії Open Sud de France 2008 року.

## Фінальна частина

### Одиночний розряд
Робін Содерлінг —  Жульєн Беннето 6–3, 6–7(5–7), 6–1

### Парний розряд
Мікаель Льодра /  Енді Рам —  Стівен Гасс /  Росс Гатчінс 6–3, 5–7, [10–8]